# しあわせの保護色
『しあわせの保護色』（しあわせのほごしょく）は、日本の女性アイドルグループ乃木坂46の楽曲。2020年3月25日に乃木坂46の25作目のシングルとしてN46Div.から発売された。秋元康が作詞、MASANORI URAが作曲した。楽曲のセンターポジションは今作をもってグループを卒業する白石麻衣が務めた。

## 背景とリリース
Blu-ray付属のType-A・B・C・D、CDのみの通常盤の5形態で発売。Type-AからType-Dには「全国イベント参加券 or スペシャルプレゼント応募券」および生写真1枚が封入されている。表題曲「しあわせの保護色」は2020年2月24日にナゴヤドーム（現名称：バンテリンドーム ナゴヤ）で開催された『8th YEAR BIRTHDAY LIVE』DAY4のアンコールで初披露された。テレビ初披露は2020年3月6日放送のテレビ朝日系『ミュージックステーション』。
なお、乃木坂46公式YouTubeチャンネルで公開しているカップリング曲のミュージック・ビデオは、通常ではCDでの発売日にフルサイズからショートバージョンに差し替えられるが、本作のカップリング曲は発売日以降もフルサイズでの公開が継続されている。これは、本作の発売と同時期に日本国内で新型コロナウイルス感染が拡大したため、握手会等のイベントが中止となり、収録曲をファンの前でパフォーマンスする機会が当分先延ばしされることを受けての措置とされている。なお、この措置は次作以降のシングルのカップリング曲でも行われている。また本作は、表題曲非選抜メンバーのみで歌唱する曲（いわゆるアンダー曲）が収録されていない唯一のシングルとなっている。

## アートワーク
| Type-A 表 | 生田絵梨花・齋藤飛鳥・白石麻衣                                                     |
| Type-B 表 | 生田絵梨花・齋藤飛鳥・星野みなみ・松村沙友理                                       |
| Type-C 表 | 秋元真夏・井上小百合・高山一実・中田花奈・樋口日奈・和田まあや                     |
| Type-D 表 | 北野日奈子・新内眞衣・堀未央奈                                                     |
| 通常盤 表 | 岩本蓮加・梅澤美波・遠藤さくら・大園桃子・賀喜遥香・久保史緒里・山下美月・与田祐希 |

## ミュージック・ビデオ
しあわせの保護色
監督：池田一真、振付：CRE8BOY
2月上旬に山梨県のスタジオで撮影され「卒業するメンバーを乃木坂46として"プロム"で見送るとしたらこうなるのでは？」というのがコンセプト。
じゃあね。
監督：湯浅弘章
2月上旬に東京都あきる野市の東京サマーランドと乃木坂で撮影された。白石麻衣がデビューしてからの約8年間と、また白石麻衣を応援してきた人たちの軌跡がコンセプト。ライブ映像やメイキング映像として使用した"携帯で撮影した映像"の中には、白石麻衣本人から提供されたものもあり、メンバーのリアルな映像が垣間見れる。
アナスターシャ
監督：伊藤衆人、振付：カッチョイイカンパニー
2月上旬に千葉県富津市で撮影され「2期生の旗を掲げる」をテーマとした冒険物語がコンセプト。今作をもってグループを卒業する佐々木琴子にとっては最後のMVとなった。監督を務めた伊藤衆人は「アナスターシャは何度でも立ち上がって集まる人たちのMVです」と表現した。2020年3月7日に代々木第一体育館で開催予定だった2期生ライブが中止となったため、かわりに配信された生配信番組「幻の2期生ライブ」内で初公開され、渡辺みり愛は「このMVに出てくる人数とかペアとかを見て考察すると涙がドバドバだからぜひ見てください！」とコメントした。実際に番組終了後にはSNSなどで「#アナスターシャ考察」のハッシュタグでMVを見た意見や考察が交わされている。
毎日がBrand new day
監督：横堀光範
2月上旬に千葉県内のキャンプ場で撮影された。コンセプトはメンバーがキャンプを楽しみながら、キャンプファイヤーやガラスの輝きなどの「新しい光を見る」こと。MV中に現れる「ジェンガ」のシーンは、メンバーが実際に遊んでいる様子がそのまま収録された。
I see...
監督：神谷雄貴
1月下旬に秋葉原を中心に都内各所で2日間にわたり撮影された。日常空間に突如お立ち台を持ち込み、踊らせようとする賀喜遥香率いる部下（黒子）たちの奮闘ストーリー。2020年3月18日に公式YouTubeチャンネルで公開されると「曲調がSMAPっぽい」と乃木坂ファン以外からも注目を集め、約1か月後の4月26日にはYouTubeでの再生回数が先に公開されていた表題曲のMVを上回ったことで話題となった。その後も再生回数を伸ばし、3000万回を突破している。

## メディアでの使用
サヨナラ Stay with me
- ブルボン フェットチーネグミ「迷ったら、ハズむほう。」編 CMソング[28]。

I see...
- 4期生初主演ドラマ dTVオリジナル「サムのこと」主題歌[29]。
- dTVオリジナルドラマ「猿に会う」主題歌[30]。
- フジテレビ系『乃木坂46のザ・ドリームバイト!』オープニングテーマ。
- 日本テレビ系『ノギザカスキッツ』オープニングテーマ。
- 乃木坂46 forTUNE meets　オンラインミート&グリート CMソング。
- テレビ東京系『有吉ぃぃeeeee!そうだ!今からお前んチでゲームしない?』2021年3月期EDテーマ。

ファンタスティック3色パン
- 映画『映像研には手を出すな!』（2020年9月25日公開、東宝）主題歌[31]。

## シングル収録トラック

### Type-A
| #         | タイトル                                 | 作詞      | 作曲              | 編曲           | 時間  |
| --------- | ---------------------------------------- | --------- | ----------------- | -------------- | ----- |
| 1.        | 「しあわせの保護色」                     | 秋元康    | MASANORI URA      | 武藤星児       | 5:05  |
| 2.        | 「サヨナラ Stay with me」                | 秋元康    | シライシ紗トリ    | シライシ紗トリ | 3:53  |
| 3.        | 「じゃあね。」                           | 白石麻衣  | 浦島健太、H.Shing | 菊池博人       | 6:19  |
| 4.        | 「しあわせの保護色 off vocal ver.」      |           | MASANORI URA      | 武藤星児       | 5:05  |
| 5.        | 「サヨナラ Stay with me off vocal ver.」 |           | シライシ紗トリ    | シライシ紗トリ | 3:53  |
| 6.        | 「じゃあね。 off vocal ver.」            |           | 浦島健太、H.Shing | 菊池博人       | 6:18  |
| 合計時間: | 合計時間:                                | 合計時間: | 合計時間:         | 合計時間:      | 30:33 |

| #         | タイトル                              | 作詞      | 作曲・編曲 | 監督     | 時間  |
| --------- | ------------------------------------- | --------- | ---------- | -------- | ----- |
| 1.        | 「しあわせの保護色 Music Video」      |           |            | 池田一真 | 5:31  |
| 2.        | 「じゃあね。 Music Video」            |           |            | 湯浅弘章 | 8:21  |
| 3.        | 「黒見明香「乃木坂功夫美少女 明香」」 |           |            | 井上康平 | 9:03  |
| 4.        | 「佐藤璃果「ECLIPSE」」               |           |            | 頃安祐良 | 9:50  |
| 5.        | 「林瑠奈「林、林をおえよ!」」         |           |            | 月田茂   | 10:17 |
| 合計時間: | 合計時間:                             | 合計時間: | 43:02      |          |       |

### Type-B
| #         | タイトル                                 | 作詞      | 作曲           | 編曲           | 時間  |
| --------- | ---------------------------------------- | --------- | -------------- | -------------- | ----- |
| 1.        | 「しあわせの保護色」                     | 秋元康    | MASANORI URA   | 武藤星児       | 5:05  |
| 2.        | 「サヨナラ Stay with me」                | 秋元康    | シライシ紗トリ | シライシ紗トリ | 3:53  |
| 3.        | 「アナスターシャ」                       | 秋元康    | 中村泰輔       | 中村泰輔       | 4:51  |
| 4.        | 「しあわせの保護色 off vocal ver.」      |           | MASANORI URA   | 武藤星児       | 5:05  |
| 5.        | 「サヨナラ Stay with me off vocal ver.」 |           | シライシ紗トリ | シライシ紗トリ | 3:53  |
| 6.        | 「アナスターシャ off vocal ver.」        |           | 中村泰輔       | 中村泰輔       | 4:50  |
| 合計時間: | 合計時間:                                | 合計時間: | 合計時間:      | 合計時間:      | 27:37 |

| #         | タイトル                         | 作詞      | 作曲・編曲 | 監督     | 時間  |
| --------- | -------------------------------- | --------- | ---------- | -------- | ----- |
| 1.        | 「しあわせの保護色 Music Video」 |           |            | 池田一真 | 5:31  |
| 2.        | 「アナスターシャ Music Video」   |           |            | 伊藤衆人 | 5:27  |
| 3.        | 「松尾美佑「みゆキャン」」       |           |            | 三澤駿人 | 17:07 |
| 4.        | 「弓木奈於「弓木のいただき」」   |           |            | 平井諒   | 10:43 |
| 合計時間: | 合計時間:                        | 合計時間: | 38:48      |          |       |

### Type-C
| #         | タイトル                                 | 作詞      | 作曲           | 編曲           | 時間  |
| --------- | ---------------------------------------- | --------- | -------------- | -------------- | ----- |
| 1.        | 「しあわせの保護色」                     | 秋元康    | MASANORI URA   | 武藤星児       | 5:05  |
| 2.        | 「サヨナラ Stay with me」                | 秋元康    | シライシ紗トリ | シライシ紗トリ | 3:53  |
| 3.        | 「毎日がBrand new day」                  | 秋元康    | APAZZI         | APAZZI         | 4:19  |
| 4.        | 「しあわせの保護色 off vocal ver.」      |           | MASANORI URA   | 武藤星児       | 5:05  |
| 5.        | 「サヨナラ Stay with me off vocal ver.」 |           | シライシ紗トリ | シライシ紗トリ | 3:53  |
| 6.        | 「毎日がBrand new day off vocal ver.」   |           | APAZZI         | APAZZI         | 4:18  |
| 合計時間: | 合計時間:                                | 合計時間: | 合計時間:      | 合計時間:      | 26:33 |

| #         | タイトル                                 | 作詞      | 作曲・編曲 | 監督     | 時間  |
| --------- | ---------------------------------------- | --------- | ---------- | -------- | ----- |
| 1.        | 「しあわせの保護色 Music Video」         |           |            | 池田一真 | 5:31  |
| 2.        | 「毎日がBrand new day Music Video」      |           |            | 横堀光範 | 4:22  |
| 3.        | 「白石麻衣～さよならをありがとう～前編」 |           |            |          | 26:19 |
| 合計時間: | 合計時間:                                | 合計時間: | 36:12      |          |       |

### Type-D
| #         | タイトル                                 | 作詞      | 作曲           | 編曲           | 時間  |
| --------- | ---------------------------------------- | --------- | -------------- | -------------- | ----- |
| 1.        | 「しあわせの保護色」                     | 秋元康    | MASANORI URA   | 武藤星児       | 5:05  |
| 2.        | 「サヨナラ Stay with me」                | 秋元康    | シライシ紗トリ | シライシ紗トリ | 3:53  |
| 3.        | 「I see...」                             | 秋元康    | youth case     | 佐々木博史     | 3:59  |
| 4.        | 「しあわせの保護色 off vocal ver.」      |           | MASANORI URA   | 武藤星児       | 5:05  |
| 5.        | 「サヨナラ Stay with me off vocal ver.」 |           | シライシ紗トリ | シライシ紗トリ | 3:53  |
| 6.        | 「I see... off vocal ver.」              |           | youth case     | 佐々木博史     | 3:57  |
| 合計時間: | 合計時間:                                | 合計時間: | 合計時間:      | 合計時間:      | 25:52 |

| #         | タイトル                                 | 作詞      | 作曲・編曲 | 監督     | 時間  |
| --------- | ---------------------------------------- | --------- | ---------- | -------- | ----- |
| 1.        | 「しあわせの保護色 Music Video」         |           |            | 池田一真 | 5:31  |
| 2.        | 「I see... Music Video」                 |           |            | 神谷雄貴 | 4:34  |
| 3.        | 「白石麻衣～さよならをありがとう～後編」 |           |            |          | 30:08 |
| 合計時間: | 合計時間:                                | 合計時間: | 40:13      |          |       |

### 通常盤
| #         | タイトル                                     | 作詞      | 作曲           | 編曲           | 時間  |
| --------- | -------------------------------------------- | --------- | -------------- | -------------- | ----- |
| 1.        | 「しあわせの保護色」                         | 秋元康    | MASANORI URA   | 武藤星児       | 5:05  |
| 2.        | 「サヨナラ Stay with me」                    | 秋元康    | シライシ紗トリ | シライシ紗トリ | 3:53  |
| 3.        | 「ファンタスティック3色パン」                | 秋元康    | ジンツチハシ   | ジンツチハシ   | 3:38  |
| 4.        | 「しあわせの保護色 off vocal ver.」          |           | MASANORI URA   | 武藤星児       | 5:05  |
| 5.        | 「サヨナラ Stay with me off vocal ver.」     |           | シライシ紗トリ | シライシ紗トリ | 3:53  |
| 6.        | 「ファンタスティック3色パン off vocal ver.」 |           | ジンツチハシ   | ジンツチハシ   | 3:37  |
| 合計時間: | 合計時間:                                    | 合計時間: | 合計時間:      | 合計時間:      | 25:11 |

## 歌唱メンバー

### しあわせの保護色
（センター：白石麻衣）
- 3列目：賀喜遥香、新内眞衣、山下美月、久保史緒里、堀未央奈、大園桃子、遠藤さくら、岩本蓮加、与田祐希、北野日奈子、梅澤美波[8]
- 2列目：井上小百合、和田まあや、高山一実、秋元真夏、樋口日奈、中田花奈[8]
- 1列目：齋藤飛鳥、生田絵梨花、白石麻衣、松村沙友理、星野みなみ[8]

センターは本作の活動をもってグループを卒業する白石麻衣で、20thシングル「シンクロニシティ」以来5回目（ダブルセンターの作品を含む）のセンターとなる。選抜メンバーは前作から4人増えて22人。福神は11人で、発売時にグループに在籍する1期生11人が全員福神となった。1期生のみの福神は15thシングル「裸足でSummer」以来。前作選抜外だった1期生はそれぞれ、和田まあやが8thシングル「気づいたら片想い」以来、中田花奈が19thシングル「いつかできるから今日できる」以来、樋口日奈が20thシングル「シンクロニシティ」以来の選抜復帰、福神としては中田は2ndシングル「おいでシャンプー」以来、樋口、和田は初となる。また白石同様本作を最後に卒業する井上小百合も19thシングル「いつかできるから今日できる」以来の福神入りで、休業期間があったため、選抜入り自体も23rdシングル「Sing Out!」以来。松村沙友理は9thシングル「夏のFree&Easy」以来、星野みなみは5thシングル「君の名は希望」以来の1列目である一方、前作の1列目のメンバーのうち遠藤さくら、賀喜遥香、堀未央奈は3列目となり、筒井あやめは選抜から外れた。また、白石にソロパートが与えられているが、表題曲にメンバーのソロパートが与えられたのは、これは19thシングルの「いつかできるから今日できる」以来である。

### サヨナラ Stay with me
- 秋元真夏、生田絵梨花、遠藤さくら、賀喜遥香、久保史緒里、齋藤飛鳥、松村沙友理、与田祐希[9]

### じゃあね。
- 白石麻衣[9]

白石自身が作詞したソロ曲で、乃木坂46では初めてのメンバー作詞曲となる。

### アナスターシャ
（センター：堀未央奈）
- 伊藤純奈、北野日奈子、佐々木琴子、新内眞衣、鈴木絢音、寺田蘭世、堀未央奈、山崎怜奈、渡辺みり愛

2期生による楽曲。

### 毎日がBrand new day
（センター：久保史緒里）
- 伊藤理々杏、岩本蓮加、梅澤美波、大園桃子、久保史緒里、阪口珠美、佐藤楓、中村麗乃、向井葉月、山下美月、吉田綾乃クリスティー、与田祐希

3期生による楽曲。

### I see...
（センター：賀喜遥香）
- 遠藤さくら、賀喜遥香、掛橋沙耶香、金川紗耶、北川悠理、柴田柚菜、清宮レイ、 田村真佑、筒井あやめ、早川聖来、矢久保美緒

4期生による楽曲。

### ファンタスティック3色パン
- 齋藤飛鳥、梅澤美波、山下美月[9]